# Penelope pileata
La pava crestiblanca (Penelope pileata) es una especie de ave de la familia Cracidae, endémica de Brasil, que se encuentra únicamente en el extremo oriental de la cuenca sur del río Amazonas.

## Hábitat
Se encuentra en los estratos alto y medio del bosque húmedo de tierra firme y el bosque de galería en la Amazonia, entre el bajo Madeira, el río Xingúy  el río Tocantins, hasta Ourém, la Serra dos Carajás y el río Grajaú, incluida la isla de Marajó. Es una especie vulnerable por pérdida de hábitat.

## Descripción
Mide entre 75 e 82 cm de longitud. Corona color crema, con las plumas de la cresta con tonos color ante y canela a rojizo y una mancha negra alrededor de los ojos; iris color castaño; región gular desnuda roja; nuca, cuello y partes inferiores de color castaño rufo con puntos y barras blancuzcos en el pecho y el vientre; lomo verde oliva negruzco. Las patas son rojizas.

## Alimentación
Se alimenta de frutos, flores, hojas y brotes, más frecuentemente en las ramas de los árboles, aunque a veces busca alimento en el suelo.